# Associazione Sportiva Sorrento 1981-1982
Questa voce raccoglie le informazioni riguardanti il Sorrento nelle competizioni ufficiali della stagione 1981-1982.

## Divise e sponsor
| Casa |

## Rosa
| N. |                   | Ruolo | Calciatore             |
| -- | ----------------- | ----- | ---------------------- |
|    | Italia (bandiera) | C     | Antonino Astarita      |
|    | Italia (bandiera) | D     | Beniamino Borchiellini |
|    | Italia (bandiera) | A     | Alessandro Caponi      |
|    | Italia (bandiera) | A     | Emanuele Celano        |
|    | Italia (bandiera) | D     | Daniele Chisari        |
|    | Italia (bandiera) | D     | Giovanni Colzato       |
|    | Italia (bandiera) | A     | Giuseppe Contino       |
|    | Italia (bandiera) | A     | Giuseppe Cuomo         |
|    | Italia (bandiera) | C     | Giuliano Duranti       |
|    | Italia (bandiera) | C     | Egidio Fasano          |
|    | Italia (bandiera) | D     | Massimo Gargiulo       |
|    | Italia (bandiera) | D     | Mario Gaudenzi         |

| N. |                   | Ruolo | Calciatore         |
| -- | ----------------- | ----- | ------------------ |
|    | Italia (bandiera) |       | Gennatiempo        |
|    | Italia (bandiera) | C     | Bruno Govetto      |
|    | Italia (bandiera) | A     | Elio Grassi        |
|    | Italia (bandiera) | D     | Giancarlo Gusella  |
|    | Italia (bandiera) | C     | Enrico Lucenforte  |
|    | Italia (bandiera) | D     | Amedeo Rinaldi     |
|    | Italia (bandiera) | C     | Francesco Sampino  |
|    | Italia (bandiera) | D     | Mario Serratore    |
|    | Italia (bandiera) | C     | Antonino Silvestri |
|    | Italia (bandiera) | P     | Carmine Stinga     |
|    | Italia (bandiera) | P     | Enzo Zanin         |

## Risultati

### Campionato

#### Girone di andata
| 20 settembre 1981 1ª giornata | Sorrento | 0 – 0 | Akragas |  |

| 27 settembre 1981 2ª giornata | Messina | 1 – 0 | Sorrento |  |

| 4 ottobre 1981 3ª giornata | Sorrento | 1 – 0 | Savoia |  |

| 11 ottobre 1981 4ª giornata | Ercolanese | 2 – 2 | Sorrento |  |

| 18 ottobre 1981 5ª giornata | Sorrento | 2 – 1 | Modica |  |

| 25 ottobre 1981 6ª giornata | Sorrento | 2 – 2 | Alcamo |  |

| 1º novembre 1981 7ª giornata | Matera | 0 – 0 | Sorrento |  |

| 8 novembre 1981 8ª giornata | Sorrento | 1 – 0 | Cosenza |  |

| 15 novembre 1981 9ª giornata | Martina | 1 – 1 | Sorrento |  |

| 22 novembre 1981 10ª giornata | Sorrento | 1 – 1 | Monopoli |  |

| 29 novembre 1981 11ª giornata | Squinzano | 2 – 1 | Sorrento |  |

| 6 dicembre 1981 12ª giornata | Turris | 1 – 0 | Sorrento |  |

| 13 dicembre 1981 13ª giornata | Sorrento | 1 – 0 | Barletta |  |

| 20 dicembre 1981 14ª giornata | Brindisi | 1 – 2 | Sorrento |  |

| 3 gennaio 1982 15ª giornata | Sorrento | 0 – 0 | Marsala |  |

| 10 gennaio 1982 16ª giornata | Siracusa | 0 – 0 | Sorrento |  |

| 17 gennaio 1982 17ª giornata | Sorrento | 0 – 0 | Potenza |  |

#### Girone di ritorno
| 24 gennaio 1982 18ª giornata | Akragas | 0 – 0 | Sorrento |  |

| 31 gennaio 1982 19ª giornata | Sorrento | 1 – 0 | Messina |  |

| 7 febbraio 1982 20ª giornata | Savoia | 1 – 0 | Sorrento |  |

| 14 febbraio 1982 21ª giornata | Sorrento | 0 – 0 | Ercolanese |  |

| 21 febbraio 1982 22ª giornata | Modica | 2 – 2 | Sorrento |  |

| 28 febbraio 1982 23ª giornata | Alcamo | 1 – 0 | Sorrento |  |

| 7 marzo 1982 24ª giornata | Sorrento | 1 – 0 | Matera |  |

| 21 marzo 1982 25ª giornata | Cosenza | 2 – 0 | Sorrento |  |

| 28 marzo 1982 26ª giornata | Sorrento | 1 – 1 | Martina |  |

| 4 aprile 1982 27ª giornata | Monopoli | 0 – 0 | Sorrento |  |

| 18 aprile 1982 28ª giornata | Sorrento | 2 – 0 | Squinzano |  |

| 25 aprile 1982 29ª giornata | Sorrento | 1 – 0 | Turris |  |

| 2 maggio 1982 30ª giornata | Barletta | 4 – 1 | Sorrento |  |

| 9 maggio 1982 31ª giornata | Sorrento | 1 – 1 | Brindisi |  |

| 16 maggio 1982 32ª giornata | Marsala | 2 – 0 | Sorrento |  |

| 23 maggio 1982 33ª giornata | Sorrento | 1 – 1 | Siracusa |  |

| 30 maggio 1982 34ª giornata | Potenza | 5 – 1 | Sorrento |  |